# Науканци
Науканци, познати и под називом Наукански (рус. Науканцы; наук. Нывуӄаӽми) су Јуити и староседеоци Арктика. Они живе на Чукотки на далеком истоку Русије.

## Језик
Наукански језик је из групе јупичких језика и припада ескимско-алеутској породици језика. Мали број данашњих Науканаца говори тим језиком. Већина говори језик народа Чукчи.

## Култура
Традиционално, Науканци лове морске сисаре. Гости из удаљених села долазе да учествују у пола-и, месец дана дугом науканском фестивалу лова на китове.

## Историја
Археолошки подаци су доказали присуство Науканаца на Чукотском полуострву на Беринговом мору још пре 2.000 година. Они су живели на острвима Велики Диомед и Рту Дежњову у Беринговом мореузу. Совјетски Савез је преселио Науканце из њиховог традиционалног села Наукан на обалама Беринговог мора 1958. године. Они сада живе и обитавају у домородачком селу Лорину.